# Barbara Frietchie (film, 1924)
Pour les articles homonymes, voir Barbara Fritchie.

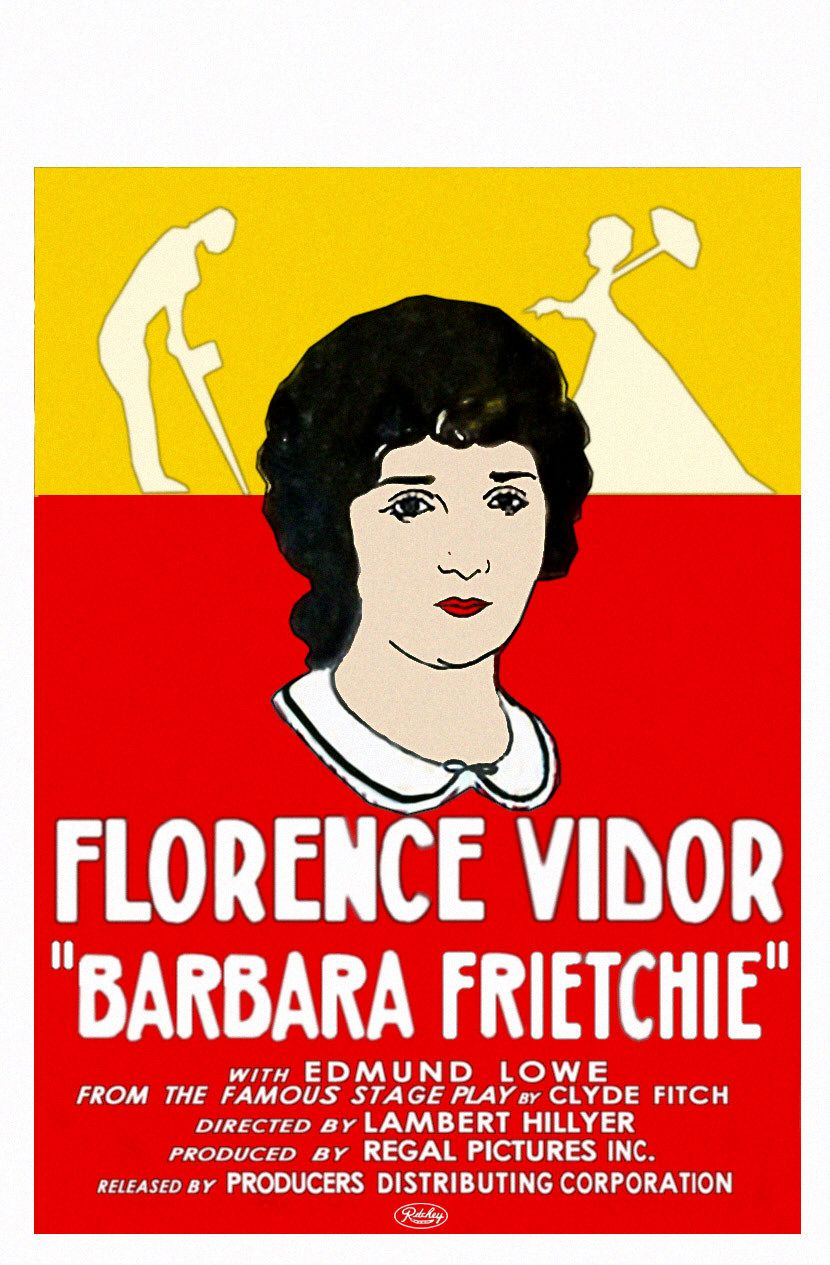
Affiche du film.

Barbara Frietchie est un film américain réalisé par Lambert Hillyer, sorti en 1924.
Il est basé sur la pièce du même titre de Clyde Fitch, elle même inspirée de la vie de Barbara Fritchie (1766–1862), qui a fait l'objet de plusieurs adaptations au cinéma.

## Synopsis
Une femme aide des soldats pendant la Guerre de Sécession.

## Fiche technique
- Réalisation : Lambert Hillyer
- Scénario : Lambert Hillyer, Agnes Christine Johnston d'après la pièce de Clyde Fitch[2]
- Production : 	Regal Pictures
- Photographie : Henry Sharp
- Distributeur : Producers Distributing Corporation
- Durée : 85 minutes
- Date de sortie : 26 septembre 1924

## Distribution
- Florence Vidor : Barbara Frietchie
- Edmund Lowe : William Trumbull
- Emmett King : Colonel Frietchie
- Joseph Bennett : Jack Negly
- Charles Delaney : Arthur Frietchie
- Louis Fitzroy : Col. Negly
- Gertrude Short : Sue Rogers
- Mattie Peters : Mammy Lou
- Slim Hamilton : Fred Gelwek
- Jim Blackwell : Rufus

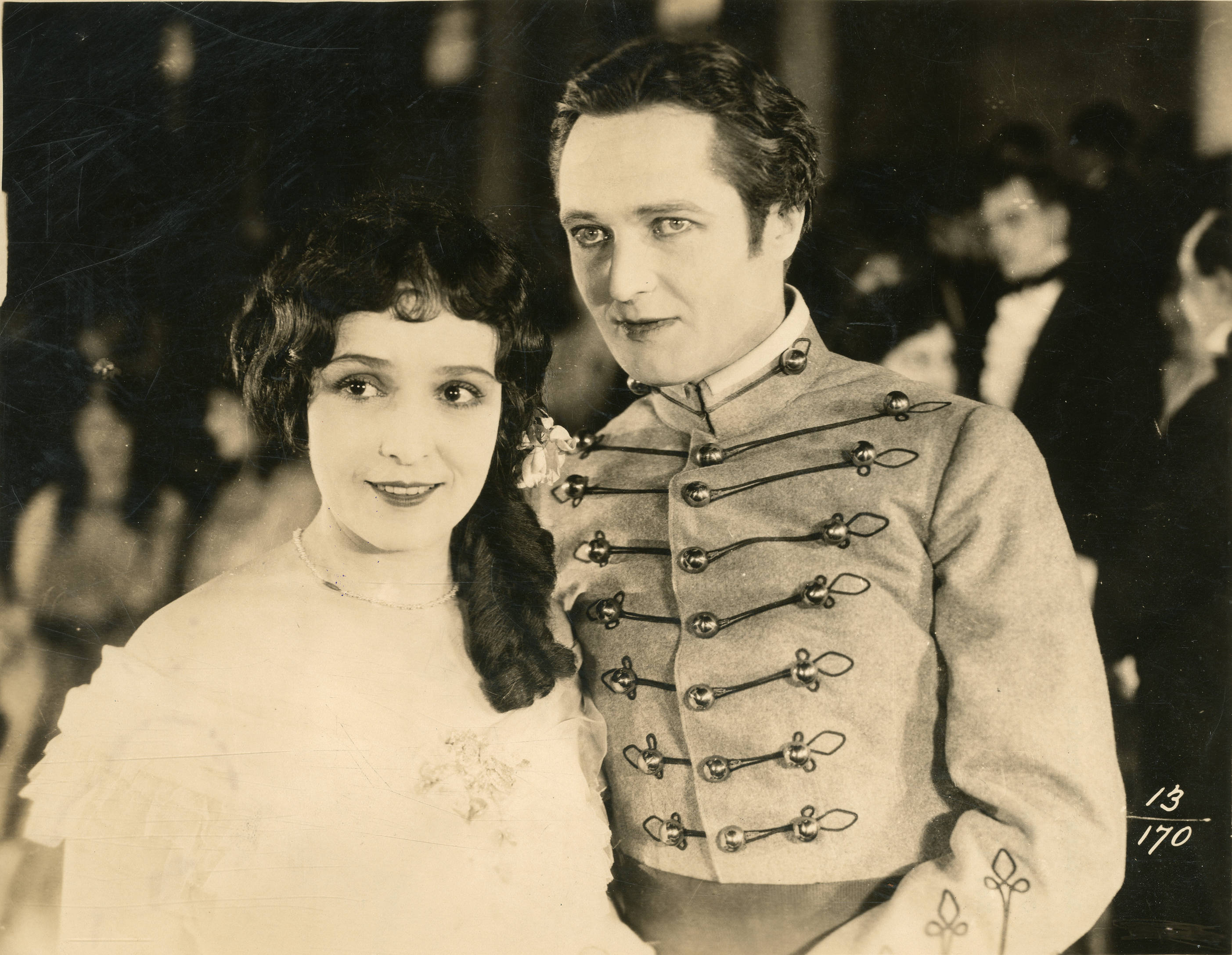
Florence Vidor et Edmund Lowe.

- George A. Billings : Abraham Lincoln
- John T. Prince : Hagerstown Minister
- Lydia Knott